# 蓼沼優衣
蓼沼 優衣（たでぬま ゆい、2002年6月20日 - ）は、日本のグラビアアイドル、タレント。栃木県出身。プラチナムプロダクション所属。

## 略歴
2020年の「制コレ'20」で準グランプリを獲得し、同年9月3日発売の『週刊ヤングジャンプ』（集英社）で同じ制コレメンバーの光野有菜（グランプリ）、塚田百々花（準グランプリ）とともにグラビア初掲載。同年12月17日発売の『週刊ヤングジャンプ』では初のソログラビアが掲載され、"国民的幼馴染"というキャッチコピーもつけられた。
2021年2月1日発売の『週刊プレイボーイ』（集英社）では、同じ事務所に所属し、かつそれぞれ別のミスコンで受賞歴のある豊田ルナ、吉田莉桜、山田南実とセンターグラビアで共演。さらに豊田とのコンビでデジタル写真集も発売された。
2023年10月30日、『週刊プレイボーイ』創刊57周年企画「NIPPONグラドル57人」にグラビアニュージェネレーションの1人として掲載された。

## 人物
- 趣味：猫吸い、ダンス、音楽鑑賞[1]。
- 特技：動画作成（TikTok）、トランペット、顔芸、親指を後ろに曲げること[1]。

## 出演

### テレビドラマ
- ドラマ24 生きるとか死ぬとか父親とか #4 （2021年4月30日、テレビ東京）
- 雨に消えた向日葵（2022年8月7日、WOWOW）- 秘書 役
- ダブルチート 偽りの警官 Season1 第2話（2024年5月3日、テレビ東京・WOWOW） - ホステス 役
- ビリオン×スクール（2024年7月5日 - 9月13日、フジテレビ） - 川端未希 役[8]
- 家政婦クロミは腐った家族を許さない 第3話（2025年1月25日、テレビ東京） - 大学生 役
- 波うららかに、めおと日和 第7話（2025年5月29日、フジテレビ） - カフェ店員 役
- 浅草ラスボスおばあちゃん 第4話（2025年7月26日、東海テレビ・フジテレビ） - 佐江 役

### テレビ
- 全力!脱力タイムズ（2024年1月19日、フジテレビ） - 工藤美桜の偽者 役

### ウェブ配信
- 佐久間宣行のNOBROCK TV（2023年7月26日、YouTube）[9]

### ウェブドラマ
- 『ビリオン×スクール』FODオリジナルストーリー（2024年9月13日〈予定〉、FOD） - 川端未希 役[10]

### MV
- UVERworld「えくぼ」（2022年1月21日）[11]
- moon drop「足りない」（2022年9月7日）

### 広告
- 第27回 全日本高等学校女子サッカー選手権大会ポスター （2019年）

## 出版

### デジタル写真集
- その光に、手を伸ばせ。（2021年2月1日、集英社［週プレ PHOTO BOOK］、撮影：丸谷嘉長）共演：豊田ルナ[12]
- まだまだまだ制コレ’20青春しちゃっていいですか？（2021年10月7日、集英社［YJ PHOTO BOOK］、撮影：Takeo Dec.）[13]
- また少し、大人になった？（2022年11月4日、集英社［YJ PHOTO BOOK］、撮影：鈴木ゴータ）[14]
- ハジける青春ビキニ vol.1･2（2022年11月4日、講談社［FRIDAYデジタル写真集］、撮影：Takeo Dec.）[15][16]
- LIBERATION（2022年1月27日、主婦の友社［STRiKE! DIGITAL PHOTOBOOK 024］、撮影：YOROKOBI）共演：山田南実[17]
- ハタチ日和（2023年3月15日、双葉社［EX大衆デジタル写真集］、撮影：矢西誠二）[18]
- 艶やかなカノジョ vol.1･2（2023年3月31日、講談社［FRIDAYデジタル写真集］、撮影：佐藤佑一）[19][20]
- Sunny Smile（2023年7月4日、双葉社［漫画アクションデジタル写真集］、撮影：カノウリョウマ）[21]
- 恋する時間。（2023年9月14日、集英社［YJ PHOTO BOOK］、撮影：大藪達也）[22]
- ゆいちゃん、あのね。（2024年3月7日、集英社［YJ PHOTO BOOK］、撮影：大藪達也）[23]
- 【グラビア文学館】 若きウェルテルの悩み（2024年3月29日、講談社［週刊現代デジタル写真集］、撮影：Takeo Dec.）[24]
- 癒やしの波動（2024年6月28日、扶桑社［SPA!デジタル写真集］、撮影：井上たろう）[25]
- 好きになっちゃう（2024年7月12日、扶桑社［SPA!デジタル写真集］、撮影：高橋慶佑）
- TROPICAL SUNSHINE（2025年1月30日、徳間書店［ENTAMEデジタル写真集］、撮影：大江麻貴）

### カレンダー
- 蓼沼優衣 2022年カレンダー（2021年10月30日、わくわく製作所）[26]